# Claude Morinière
Pour les articles homonymes, voir Morinière.
Claude Morinière (né le 10 janvier 1960 à Saint-Raphaël) est un athlète français, spécialiste du saut en longueur.

## Biographie
Il remporte quatre titres de champion de France du saut en longueur : un en plein air en 1984, et trois en salle en 1981, 1985 et 1988.
Il se classe huitième des championnats d'Europe en salle 1985, neuvième des championnats d'Europe 1986, et onzième des championnats d'Europe en salle 1988.
Son record personnel au saut en longueur, établi le 31 mai 1986 à Lisbonne, est de 8,00 m.
Il est le cousin du sprinteur Max Morinière.

### Palmarès
- Championnats de France d'athlétisme :
  - vainqueur du saut en longueur en 1984.
- Championnats de France d'athlétisme en salle :
  - vainqueur du saut en longueur en 1981, 1985 et 1988.

### Records
| Épreuve          | Performance | Lieu     | Date        |
| ---------------- | ----------- | -------- | ----------- |
| Saut en longueur | 8,00 m      | Lisbonne | 31 mai 1986 |